# Laboratório Nacional de Oak Ridge

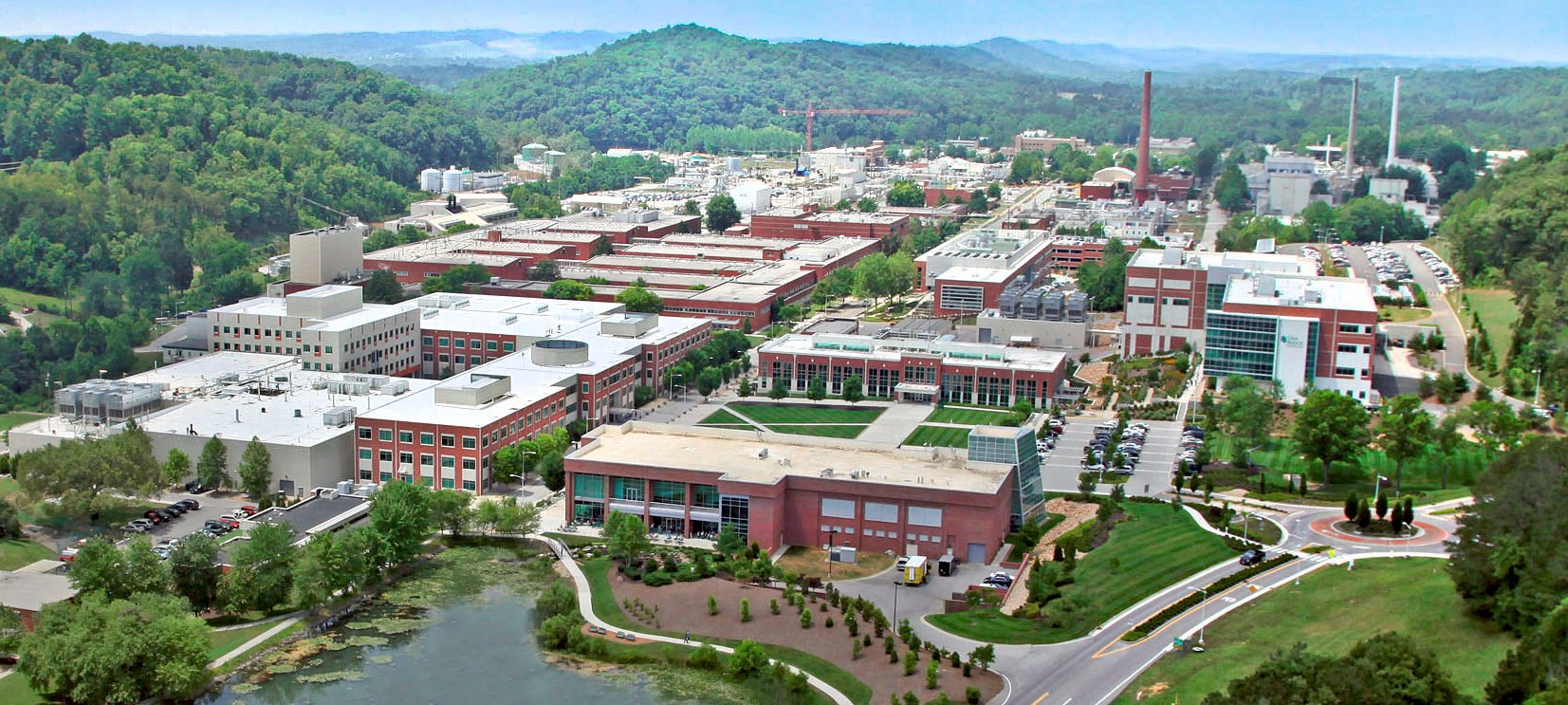
Vista aérea do laboratório.

O Laboratório Nacional de Oak Ridge (em inglês:  Oak Ridge National Laboratory - ORNL) é um laboratório nacional de ciência e tecnologia multiprograma norte-americano patrocinado pelo Departamento de Energia dos Estados Unidos (DOE) e administrado, administrado e operado pela UT-Battelle como um centro de pesquisa e desenvolvimento financiado pelo governo federal (FFRDC) sob contrato com o DOE, estabelecido em 1942. O ORNL é o maior laboratório nacional de ciência e energia no sistema do Departamento de Energia por tamanho.
O laboratório abriga vários dos maiores supercomputadores do mundo, incluindo o supercomputador mais poderoso do mundo, classificado pelo TOP500, o Summit, e é uma instalação líder em pesquisa de energia nuclear e ciência de nêutrons que inclui o Spallation Neutron Source e High Flux Isotope Reactor. O ORNL abriga o Centro de Ciências de Materiais Nanofase, o Centro de Ciências Bioenergéticas [2] e o Consórcio para Simulação Avançada de Reatores de Água-Luz.